# Otok Zeča
Otok Zeča este o arie protejată (sit de importanță comunitară — SCI) din Croația întinsă pe o suprafață de 525,2 ha, integral pe uscat.

## Localizare
Centrul sitului Otok Zeča este situat la coordonatele 44°46′34″N 14°18′39″E / 44.776107°N 14.31092°E.

## Înființare
Situl Otok Zeča a fost declarat sit de importanță comunitară în iulie 2013 pentru a proteja un număr necunoscut de specii din flora spontană și fauna sălbatică aflate în arealul zonei.

## Biodiversitate
Situată în ecoregiunile marină mediteraneană și mediteraneană, aria protejată conține 4 habitate naturale: Straturi cu Posidonia (Posidonion oceanicae), Lagune de coastă, Vegetație anuală la limita mareei, Salicornia și alte specii anuale care populează regiunile mlăștinoase și nisipoase.
La baza desemnării sitului se află un număr nedeclarat de specii protejate.